# Monte Soro
Il monte Soro (1.847 m s.l.m.) è la cima più alta dei monti Nebrodi. Il rilievo è situato nei comuni di San Fratello, Acquedolci e Cesarò, nella città metropolitana di Messina, e segna il suo punto più alto.

## Descrizione
Sulla vetta del monte si trova un ripetitore per la TV terrestre Rai il cui segnale copre, grazie all'altezza a cui è posta l'antenna, una vasta area.
Dalla vetta del monte Soro è possibile vedere da nord a sud le Isole Eolie e l'Etna (3.357 m), ad est il rilievo Serra del Re (1.754 m) che occlude la vista ai Monti Peloritani, a sud-ovest il Monte Altesina (1.192 m) sui Monti Erei e ad ovest la catena dei Nebrodi, le Madonie e, nelle giornate senza foschia, i Monti Sicani.
Situato nel cuore dei Nebrodi, quasi al centro dell'appennino siculo, il monte è raggiungibile dalla Strada statale 289 che congiunge Sant'Agata di Militello e Cesarò attraverso il bivio in corrispondenza di Portella Femmina Morta.
È tra le vette più elevate della Sicilia dopo l'Etna (3.357 m), Pizzo Carbonara (1.979 m) e alcune altre cime delle Madonie.

### Clima
Il clima in cima è pressoché appenninico. In inverno è tra le prime vette dell'isola ad essere coperta dalla neve che a volte può durare da novembre fino ad aprile. In estate le temperature massime arrivano a 20-22 gradi, in inverno scendono sotto lo 0 e possono raggiungere anche i -12 gradi.